# Grande Prémio feminino de Plouay
O Grande Prémio feminino de Plouay (oficialmente Classic Lorient Agglomération) é uma corrida de bicicleta de estrada feminina profissional de elite realizada em Plouay, França .
A prova foi organizada pela primeira vez em 2002 como Grand Prix de Plouay – Bretagne, no dia da prova masculina e no mesmo circuito.  A corrida consiste em quatro voltas de 26,9 km e duas voltas de 13,9 km, totalizando 135,4 km.
A corrida fez parte da Taça do Mundo Feminina de Estrada da UCI até 2015. Em 2016, a prova passou a fazer parte do novo UCI World Tour feminino. Em 2022, a corrida foi rebatizada como Classic Lorient Agglomération. 

## Percurso
O percurso é conhecido pelo seu alto índice de desgaste, com os pilotos saindo rapidamente da disputa. A primeira subida começa quase imediatamente quando a corrida passa pela Côte du Lézot, uma subida de um quilómetro com uma inclinação média de 6%. Em seguida, há uma subida de seis quilômetros até a Chapelle Sainte-Anne des Bois, marcando a metade da volta. Após um trecho plano, a corrida aborda a Côte de Ty Marrec, que tem uma inclinação máxima de 10%. As ciclistas terão de percorrer este circuito de 26,9 quilómetros 4 vezes, antes de entrarem numa última versão encurtada de 13,9 quilómetros do circuito, levando as ciclistas sobre a Côte du Lézot e a Côte de Ty Marrec. A corrida até o final é ligeiramente a descer. A corrida é frequentemente vencida pelo melhor velocista entre os trepadores. 

## Palmarés
| Ano  | Vencedor             | Segundo                | Terceiro               |
| ---- | -------------------- | ---------------------- | ---------------------- |
| 1999 | Anna Wilson          | Hanka Kupfernagel      | Tracey Gaudry          |
| 2000 | Diana Žiliūtė        | Pia Sundstedt          | Mirjam Melchers        |
| 2001 | Anna Millward        | Mirjam Melchers        | Susanne Ljungskog      |
| 2002 | Regina Schleicher    | Petra Rossner          | Susanne Ljungskog      |
| 2003 | Nicole Cooke         | Judith Arndt           | Mirjam Melchers        |
| 2004 | Edita Pučinskaitė    | Mirjam Melchers        | Oenone Wood            |
| 2005 | Noemi Cantele        | Edita Pučinskaitė      | Monica Holler          |
| 2006 | Nicole Brändli       | Giorgia Bronzini       | Nicole Cooke           |
| 2007 | Noemi Cantele        | Nicole Cooke           | Marta Bastianelli      |
| 2008 | Fabiana Luperini     | Luise Keller           | Suzanne de Goede       |
| 2009 | Emma Pooley          | Marianne Vos           | Emma Johansson         |
| 2010 | Emma Pooley          | Marianne Vos           | Emma Johansson         |
| 2011 | Annemiek van Vleuten | Evelyn Stevens         | Marianne Vos           |
| 2012 | Marianne Vos         | Tiffany Cromwell       | Elisa Longo Borghini   |
| 2013 | Marianne Vos         | Emma Johansson         | Anna van der Breggen   |
| 2014 | Lucinda Brand        | Marianne Vos           | Pauline Ferrand-Prévot |
| 2015 | Lizzie Armitstead    | Emma Johansson         | Pauline Ferrand-Prévot |
| 2016 | Eugenia Bujak        | Elena Cecchini         | Joëlle Numainville     |
| 2017 | Lizzie Deignan       | Pauline Ferrand-Prévot | Sarah Roy              |
| 2018 | Amy Pieters          | Marianne Vos           | Coryn Rivera           |
| 2019 | Anna van der Breggen | Coryn Rivera           | Amy Pieters            |
| 2020 | Lizzie Deignan       | Elizabeth Banks        | Chiara Consonni        |
| 2021 | Elisa Longo Borghini | Gladys Verhulst        | Kristen Faulkner       |
| 2022 | Mavi García          | Amber Kraak            | Grace Brown            |
| 2023 | Mischa Bredewold     | Marta Lach             | Sofia Bertizzolo       |
| 2024 | Mischa Bredewold     | Chloé Dygert           | Liane Lippert          |
| 2025 |                      |                        |                        |

### Vitórias por país
| Vitórias | País                                            |
| -------- | ----------------------------------------------- |
| 7        | Países Baixos                                   |
| 6        | Reino Unido                                     |
| 4        | Itália                                          |
| 1        | Alemanha · Lituânia · Polónia · Suíça · Espanha |